# كارمراشين (آراغاتسوتن)
مدينة كارمراشين (بالإنجليزية: Karmrashen)‏ هي إحدى المدن التابعة لمقاطعة آراغاتسوتن في أرمينيا. يقدر عدد سكانها بـ 527 نسمة حسب الإحصاء الذي جرى عام 2011.